# رونالد گومز

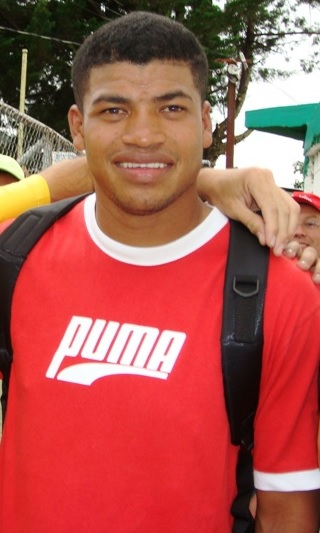
رونالد گومز در سال ۲۰۰۷

رونالد گومز (انگلیسی: Rónald Gómez؛ زادهٔ ۲۴ ژانویهٔ ۱۹۷۵) یک بازیکن فوتبال اهل کاستاریکا است.
وی همچنین در تیم ملی فوتبال کاستاریکا بازی کرده‌است.